# VOB
VOB (Video Object) è un formato contenitore utilizzato nei DVD-Video. Questo formato può includere diversi tipi di flussi di dati, come video, audio e sottotitoli. Per garantire la compatibilità con tutti i sistemi operativi, i file VOB possono essere suddivisi in segmenti di dimensioni massime pari a 1 GB.
Grazie alla sua struttura, il formato VOB è ampiamente utilizzato nei supporti DVD-Video per integrare contenuti multimediali in modo compatibile con lettori di DVD e software di riproduzione.

## Caratteristiche
I file VOB, utilizzati nei DVD-Video, rappresentano un formato contenitore progettato per integrare e gestire diversi tipi di dati multimediali. Essi possono includere video compressi in formato MPEG-2, tracce audio (come MP3 o altri formati multicanale), sottotitoli e menu interattivi. La loro struttura è pensata per offrire un'esperienza utente completa e interattiva durante la riproduzione su lettori DVD compatibili.
Dal punto di vista strutturale, i file VOB sono organizzati in unità chiamate "titoli" o "programmi", ciascuno dei quali rappresenta contenuti distinti, come film, episodi televisivi o raccolte di clip video. Ogni titolo è composto da una serie di file VOB che possono includere anche menu DVD, capitoli e altre informazioni utili alla navigazione.
Per quanto riguarda il video, i file VOB utilizzano il codec MPEG-2, uno standard ampiamente adottato per i DVD. Questo tipo di compressione consente di ottenere un buon equilibrio tra qualità e dimensioni del file, rendendolo ideale per la distribuzione di contenuti su supporti fisici. Anche l'audio beneficia di una notevole flessibilità, con il supporto di tracce in diverse lingue e configurazioni, come audio stereo o audio multicanale per sistemi surround.
I sottotitoli rappresentano un'altra funzionalità importante del formato VOB. Essi possono essere presenti in diverse lingue e sono selezionabili durante la riproduzione, consentendo una maggiore accessibilità per gli utenti. Inoltre, i menu interattivi permettono agli spettatori di navigare tra le opzioni del DVD, come la selezione di scene o tracce audio, migliorando ulteriormente l'usabilità del supporto.
Per garantire la protezione dei contenuti, molti DVD-Video adottano sistemi di sicurezza come il Content Scramble System (CSS). Questa tecnologia è utilizzata per prevenire copie non autorizzate e assicurare che il contenuto rimanga accessibile solo tramite lettori autorizzati. Di conseguenza, i file con estensione .VOB possono essere criptati. All'interno di questi file, i dati multimediali, come video, audio e sottotitoli, sono "multiplexati", cioè combinati in un unico flusso sincronizzato per la riproduzione.